# Raslången
Raslången är en sjö i Kristianstads kommun och Olofströms kommun på gränsen mellan Skåne och Blekinge och ingår i Skräbeåns huvudavrinningsområde. Sjön är 25 meter djup, har en yta på 4,53 kvadratkilometer och befinner sig 73,7 meter över havet. Sjön avvattnas av vattendraget Skräbeån (Alltidhultsån). Vid provfiske har bland annat abborre, braxen, gers och gädda fångats i sjön.
Sjöns största ö heter Kiön. Övriga mindre öar är bland annat Ola Jeppsön (privatägd) och Furön (fågelskyddsområde under sommaren). Raslången är näringsfattig och omgiven av skog. Tidigare växte i trakterna väster om sjön jätteträd av släktet Sequoia (sekvoja), men av dessa finns idag inga kvar.[källa behövs] Den är belägen 73,2 m ö.h. Sjön utgör tillsammans med de angränsande sjöarna Immeln, Filkesjön och Halen ett omfattande kanotområde. Kanotuthyrning finns i både Immelns samhälle, Olofström samt vid Brotorpet vid norra delen av Immeln.
Raslången var tidigare en viktig pråmled för timmer, kol, myrmalm och järn. Alltidhultsån mellan Raslången och Halen. I början av 1800-talet började man bryta malm i en gruva i Västanå och malmen transporterades då med pråm från gruvan till Olofströms bruk över Raslången. På 1920-talet började Olofströms bruk att spränga i ån men fick lov att avbryta arbetet efter anmärkning från Vattendomstolen. Vid Bökestad i södra änden av Raslången fanns tidigare en kvarn och en vattendriven såg. En damm kunde här avtappa vatten till Kroksjön för sågen och kvarnens drift.

## Delavrinningsområde
Raslången ingår i delavrinningsområde (623706-141471) som SMHI kallar för Utloppet av Raslången. Medelhöjden är 95 meter över havet och ytan är 21,34 kvadratkilometer. Räknas de 17 avrinningsområdena uppströms in blir den ackumulerade arean 327,52 kvadratkilometer. Avrinningsområdets utflöde Skräbeån (Alltidhultsån) mynnar i havet. Avrinningsområdet består mestadels av skog (75 %). Avrinningsområdet har 4,59 kvadratkilometer vattenytor vilket ger det en sjöprocent på 21,5 %.

## Fisk
Vid provfiske har följande fisk fångats i sjön:
- Abborre
- Braxen
- Gärs
- Gädda
- Löja
- Mört
- Sarv
- Sik
- Öring